# Escola primária

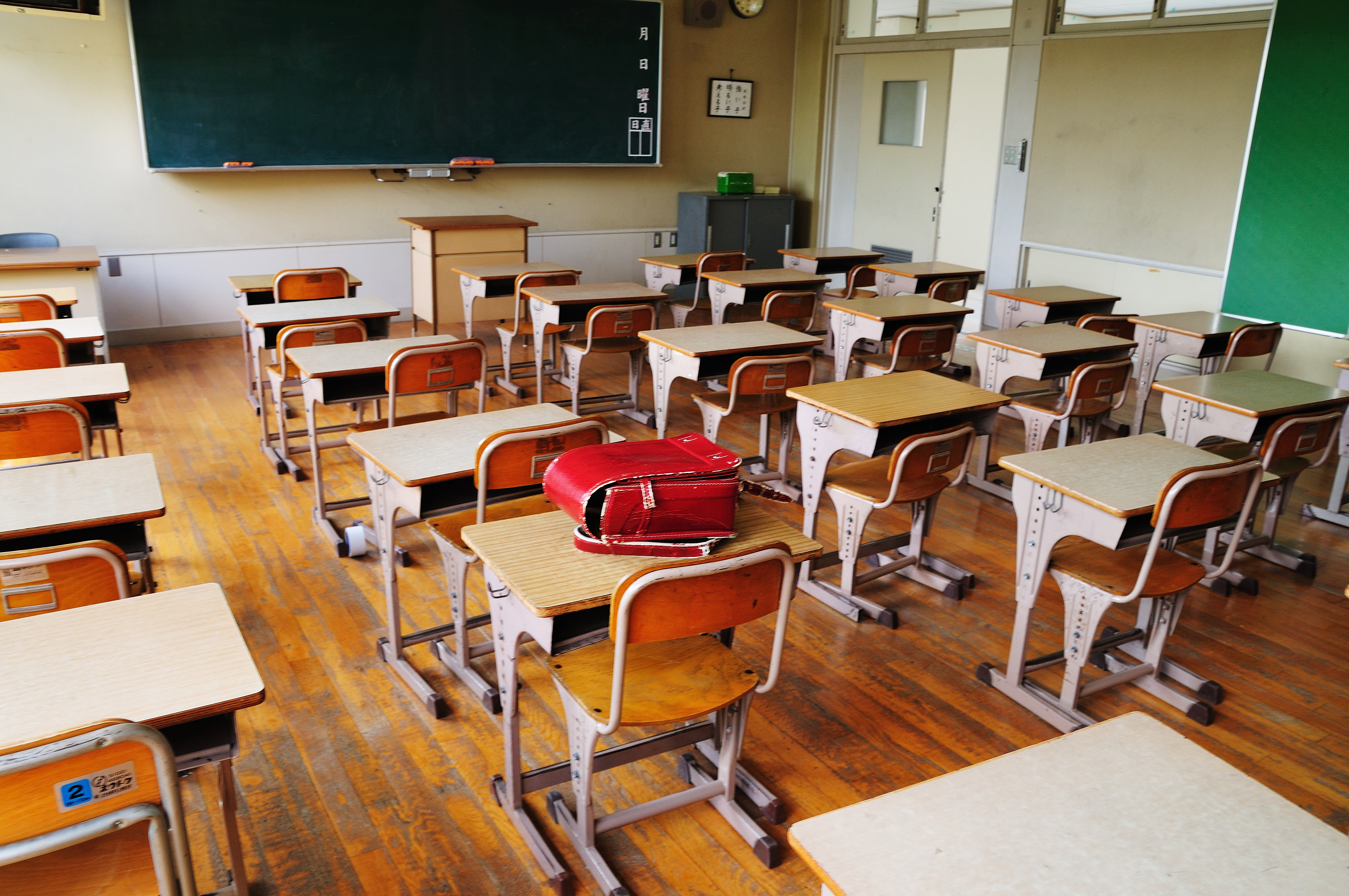
Sala de aulas numa escola primária do Japão.

Uma escola primária é um tipo de estabelecimento escolar, existente em alguns países, onde as crianças realizam o primeiro estágio da escolaridade obrigatória ou ensino primário.
A designação escola básica é empregue em alguns países, como Alemanha, Bélgica, Islândia, Países Baixos, Portugal, alguns Países Africanos de Língua Oficial Portuguesa e algumas regiões do Brasil. Em outros países - dependendo do seu sistema educativo e da sua organização escolar.
O mesmo tipo de escolas pode ter designações diferentes como escola elementar.
No âmbito de estudos e publicações de organizações internacionais de educação como a UNESCO, o termo preferido é o de "escola primária".
Por extensão, frequentemente o próprio ensino primário também é referido como "escola primária".

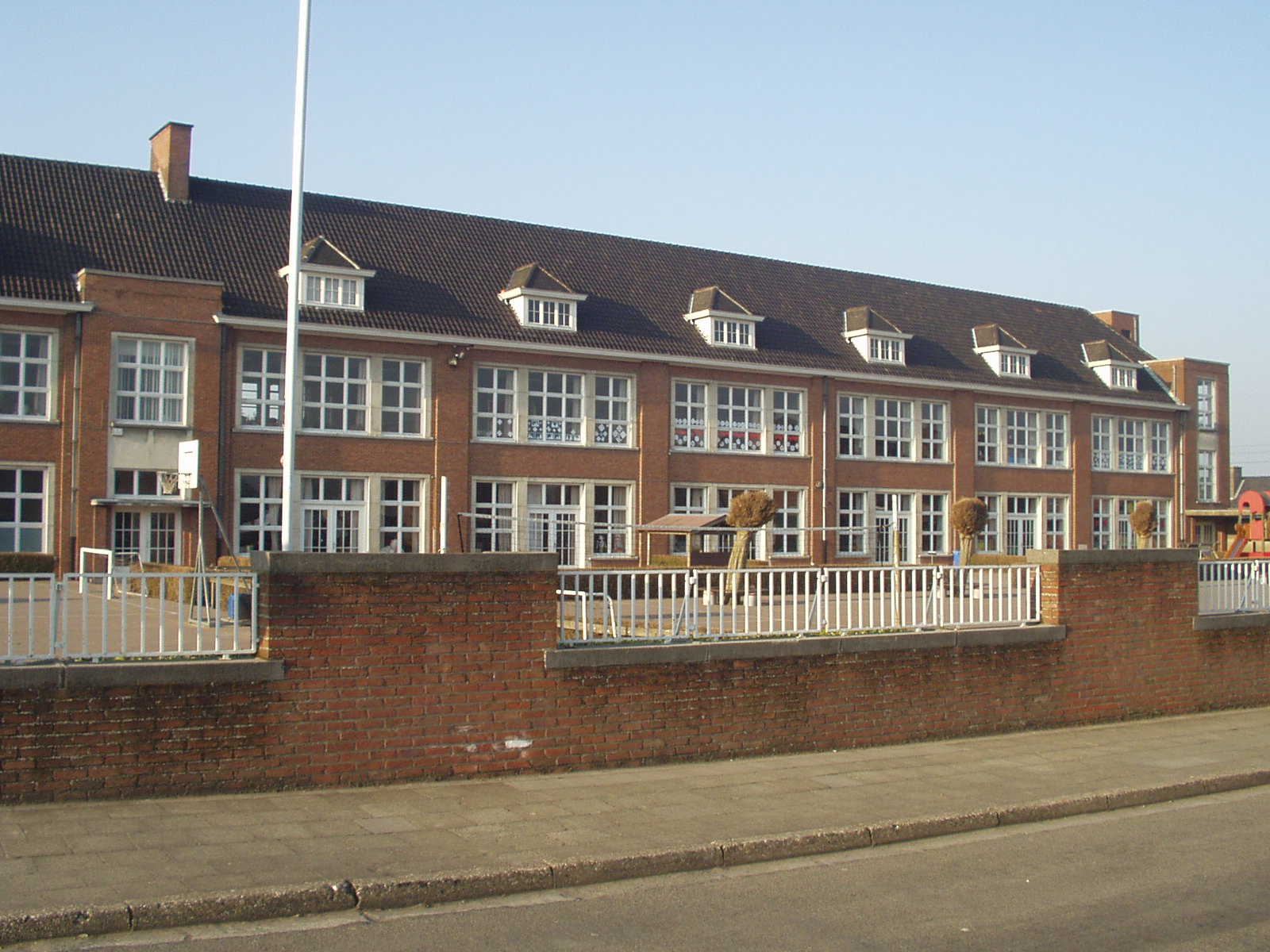
Escola básica em Aarsele, Bélgica.

## Por país

### Alemanha
Na Alemanha, as escolas básicas (Grundschulen) são as escolas que ministram o ensino de nível primário (Primarstufe).

### Brasil
No Estado de Santa Catarina, as escolas básicas municipais são as instituições de ensino público, onde é realizada a educação básica. As escolas básicas municipais resultam da transformação dos antigos grupos escolares em 1975.
Nas escolas básicas municipais, normalmente é ministrado o ensino fundamental e a educação infantil.

### Cabo Verde
Em Cabo Verde, as escolas básicas são os estabelecimentos públicos de ensino onde é ministrado o ensino básico.

### Estados Unidos
Nos Estados Unidos, uma escola primária (primary school) ou escola elementar (elementary school) é um estabelecimento escolar onde é ministrada a educação a crianças entre os cinco e os 12 anos de idade. A maioria das escolas deste tipo são designadas "escolas elementares", poucas delas incluindo o termo "escola primária" no seu nome. Em alguns estados do norte dos Estados Unidos, estas escolas também são designadas ocasionalmente "escolas de grau" (grade schools).
Conforme o sistema educativo em vigor em determinado distrito ou outra jurisdição escolar, as escolas elementares podem ministrar ensino até um determinado nível. Na maioria dos casos, é ministrado desde o jardim de infância (idades dos cinco aos seis) até ao 4º ano (idades dos nove aos 10). Nalguns casos, também podem ser ministrados o 5º ano e o 6º ano.
Algumas jurisdições escolares começaram a criar escolas primárias - distintas das escolas elementares - que incluem apenas o jardim de infância, o 1º e o 2º ano.

### Países Baixos
Uma escola básica (basisschool), nos Países Baixos, é o estabelecimento escolar onde é ministrada a educação às crianças com idades compreendidas entre os quatro e os 12 anos de idade. São aí ministrados os grupos 1 a 8 da educação básica, cada um correspondendo a um ano escolar. A partir do grupo 3 (aos seis anos de idade), a frequência é obrigatória.

### Portugal
Em Portugal, as escolas básicas constituem os estabelecimentos de ensino público onde é realizado o ensino básico. Cada escola básica tem uma denominação composta pela designação da sua tipologia, pelo nome de um patrono ou da região onde a escola se insere e pelo nome da localidade onde se situa a escola. Caso localidade não for sede de concelho, ao nome da escola ainda se acrescenta a designação do concelho onde se situa.

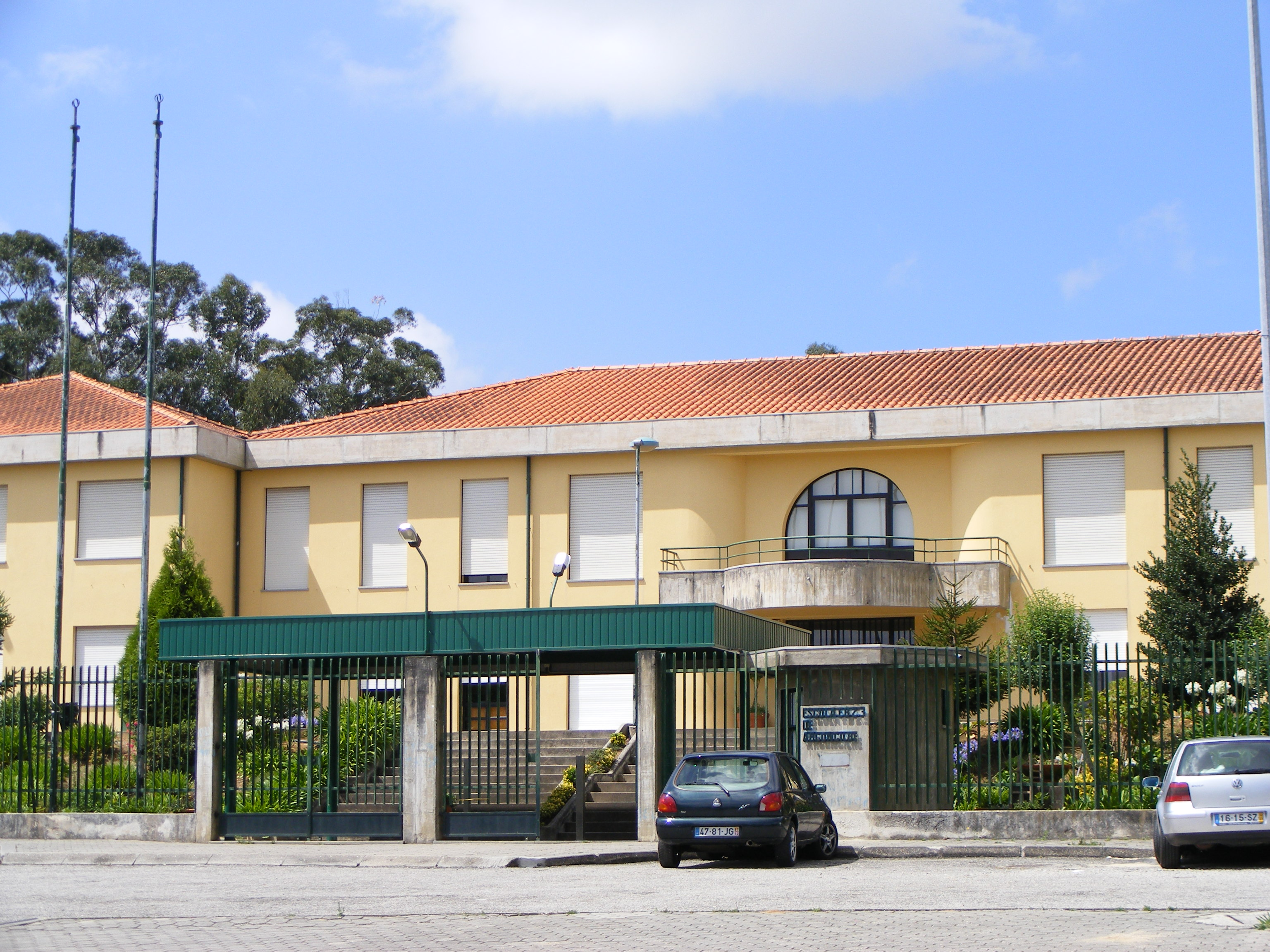
Escola Básica dos 2º e 3º Ciclos de Argoncilhe, Santa Maria da Feira.

### Reino Unido

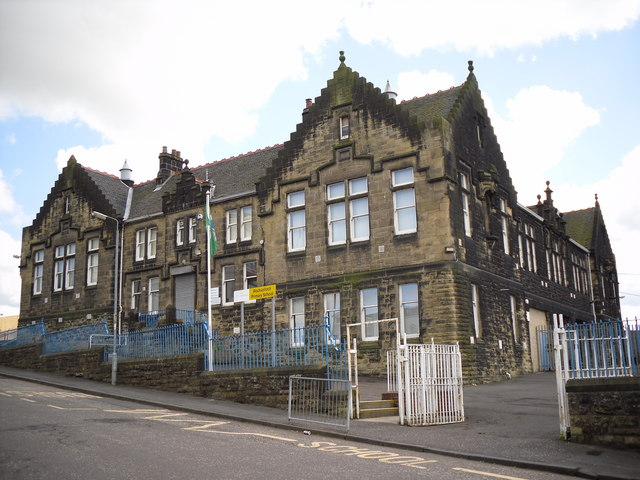
Escola Primária em Airdrie, Escócia.

No Reino Unido, as escolas primárias (primary schools) são os estabelecimentos de ensino público onde é realizado a educação primária. Até 1944, as escolas públicas onde era ministrado o ensino obrigatório a crianças dos cinco aos 14 anos de idade, normalmente pertencentes à classe trabalhadora, eram designadas "escolas elementares" ou "escolas industriais".
Normalmente, as escolas primárias integram crianças com idades compreendidas entre os quatro e os 11 anos. São aí ministrados os estágios educacionais (key stages) 0, 1 e 2. Frequentemente, as escolas primárias são subdivididas em escolas infantis (infant schools) - frequentadas por crianças dos quatro aos sete e ministrando os estágios 0 e 1 - e em escolas júnior (junior schools) - para crianças dos sete aos 11 e ministrando o estágio 2. Isto não acontece na Escócia, onde as crianças dos cinco aos 12 são reunidas num único estabelecimento.
Nas áreas do Reino Unido que adoptaram um sistema de ensino de três etapas, o termo "escola primária" é utilizado como alternativa, para designar as primeiras escolas (first schools) destinadas às crianças dos quatro aos nove anos.
No setor privado, as escolas de frequência gratuita que ministram educação primária são designadas "escolas preparatórias", incluindo normamente crianças até aos 13 anos de idade. Como o nome sugeste, as escolas preparatórias destinam-se a preparar os alunos para os exames de acesso a escolas independentes de frequência gratuita.
Os alunos das escolas primárias em Inglaterra realizam testes estandarizados ("SAT") no 2º ano e no 6º ano. Estes testes servem para apurar os resultados individuais do aluno, bem como para categorizar as escolas de acordo com o seu desempenho. Os testes incluem numeracia, matemática mental, leitura, compreensão, escrita, soletração e ciências. É estabelecida uma nivelação final em matemática, inglês e ciências.

### São Tomé e Príncipe
Em São Tomé e Príncipe, as escolas básicas constituem as escolas públicas de ensino básico.